# قطعنامه ۸۲۳ شورای امنیت
قطعنامه ۸۲۳ شورای امنیت سازمان ملل متحد که در تاریخ ۳۰ آوریل ۱۹۹۳ تصویب شد، سندی بین‌المللی دربارهٔ آنگولا است. این قطعنامه طی نشست ۳۲۰۶ام با ۱۵ رای موافق، ۰ مخالف و ۰ ممتنع تصویب شد.